# BOSU

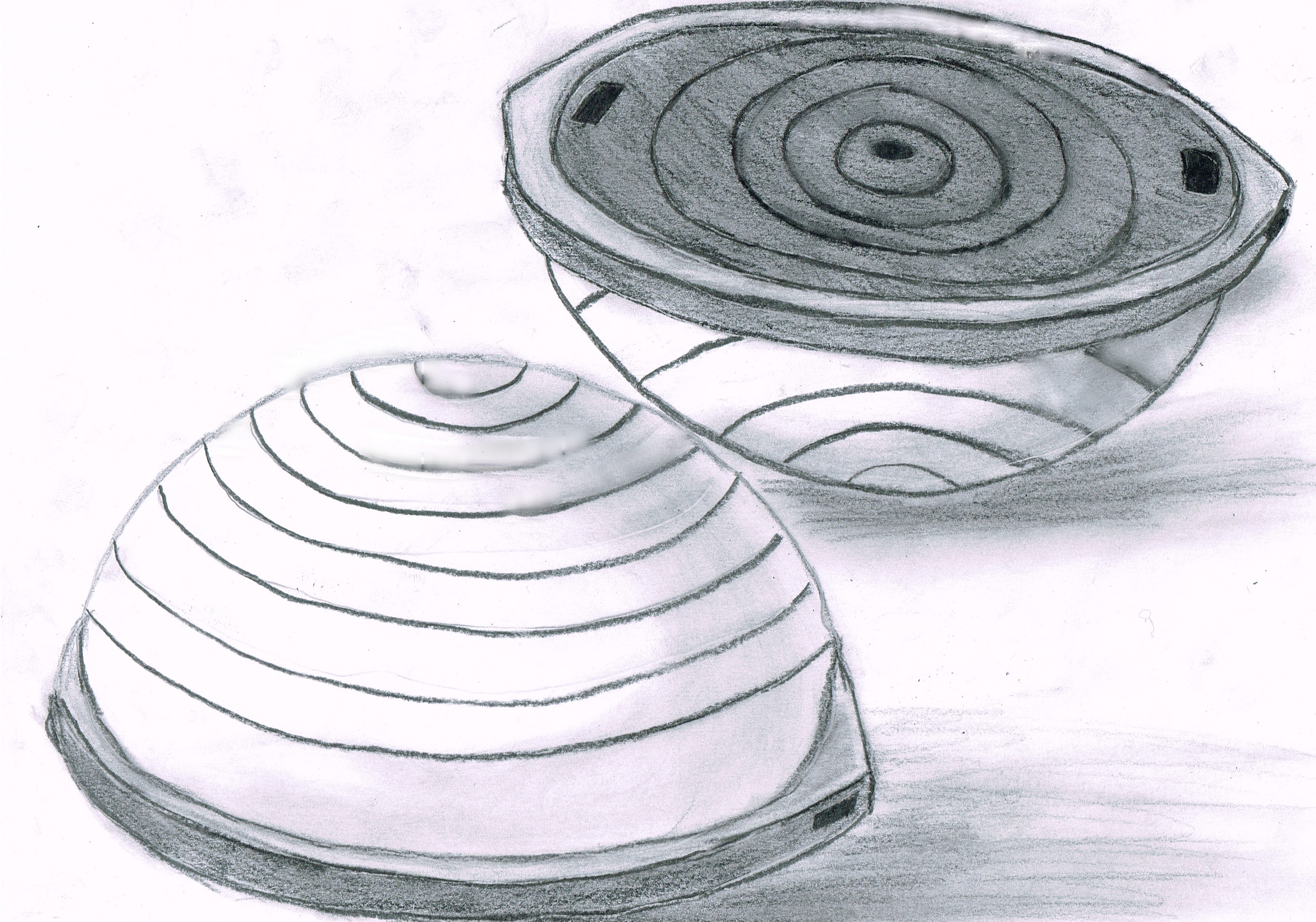
BOSU – Zeichnung

Ein BOSU-Balance-Trainer oder BOSU-Ball ist ein Trainingsgerät, das 1999 von David Weck erfunden wurde. Es besteht aus einer aufblasbaren Gummi-Halbkugel mit einer Wölbungshöhe von 25 cm sowie einer starren Plattform mit einem Durchmesser von 62 cm. Der Name BOSU ist ein Akronym, das für „BOth Sides Utilized“ steht und den Verweis dafür liefert, wie ein BOSU-Ball positioniert werden kann. Ausgesprochen wird BOSU wie das „BO“ eines Jungennamens und „Sue“ eines Mädchennamens.

## Training
Er eignet sich für alle Arten von Training sowie als eigenständiges funktionelles Trainingsgerät im Sport und in der Therapie. Durch den BOSU-Balance-Trainer werden die Koordination, das Gleichgewicht, die Sensomotorik, Kraft und Ausdauer sowie Rumpfstabilität, Haltung und Bewegungsqualität geschult und verbessert.
Diese Komponenten werden durch die Kombination von stabil/instabil erreicht. Wenn die Kuppel nach oben zeigt, ist die Oberfläche instabil, wobei das Gerät stabil bleibt. Sobald die Kuppel als Bodenkontaktfläche dient, ist der BOSU im Voraus schon instabil. Diese Kombination von Stabilität und Instabilität bietet ein breites Spektrum von Anwendern, seien es Kinder, ältere Personen, Kranke oder Spitzenathleten. Durch zwei Griffe an der Unterseite der Plattform bietet er eine einfache Handhabung und einen unkomplizierten Transport, womit er für den professionellen Gebrauch, aber auch für das Heimtraining geeignet ist.